# 有吉保
有𠮷 保（ありよし たもつ、1927年8月1日 - 2019年4月11日）は、日本の国文学者。『百人秀歌』の発見者。学位は、文学博士（日本大学・論文博士・1973年）（学位論文「新古今和歌集の研究 基盤と構成」）。日本大学名誉教授。2008年瑞宝中綬章受章。

## 略歴
1951年、日本大学法文学部国文学科卒業。同大学院を経て、1973年「新古今和歌集の研究 基盤と構成」で日本大学より文学博士の学位を取得。日本大学文理学部助教授、教授、1997年定年退任、名誉教授。2008年秋、瑞宝中綬章受勲。中古・中世の和歌研究者で、特に『新古今和歌集』、『歌論書』、『百人一首』を研究。

## 著書
- 『千五百番歌合の校本とその研究』風間書房 1968
- 『新古今和歌集の研究 基盤と構成』三省堂 1968
- 『百人一首 陽明文庫旧蔵』桜楓社 1981
- 『西行 花の下にて春死なん 王朝の歌人8』集英社 1985
- 『新古今和歌集の研究 続篇』笠間書院 1996
- 『歌人の風月 西行の桜定家の風の色』翰林書房 1997
- 『勅撰和歌集入門 和歌文学理解の基礎』勉誠出版 2009

## 編纂など
- 千五百番歌合 古典文庫 1962-1963
- 三代集新抄 岸上慎二共編 桜楓社 1970
- 歌論集 橋本不美男、藤平春男と校註訳 小学館 1975.4 (日本古典文学全集)
- 千載和歌集の基礎的研究 日本大学千載和歌集研究会共編 1976 (笠間叢書)
- 鑑賞日本古典文学 第17巻 新古今和歌集・山家集・金槐和歌集 松野陽一、片野達郎共編 角川書店 1977.3
- 中世日本文学史 1978.5 (有斐閣双書)
- 新古今和歌集 尚学図書 1980.10 (鑑賞日本の古典)
- 和歌文学辞典 桜楓社 1982.5
- 百人一首（全訳注）1983.11 (講談社学術文庫)
- 和歌文学講座 第6巻 新古今集 勉誠社 1994.1
- 和歌文学講座 第7巻 中世の和歌 勉誠社 1994.1

## 記念論集
- 和歌文学の伝統 角川書店 1997.8